# Nagybáród
Nagybáród (Borod), település Romániában, a Partiumban, Bihar megyében.

## Fekvése
A Királyhágó és a Magura alatt, Csucsától északnyugatra, a Sebes-Körös völgyében fekvő település.

## Története
Nagybáród Árpád-kori település, az egykori Báródság központja volt.
A  település a királyhágói útvonal őrizetére kirendelt báródi szabad jobbágyok ősi fészke volt, a báródsági kerület és kapitány székhelye, mely már Benedek váradi püspök 1291 évi jegyzékében is szerepelt.
Nevét 1291-ben említette először oklevél Boroud néven.
1392-ben Magyarbarod, 1475-ben Barod (Magyar) néven írták.
A 14. századig szinmagyar lakosságú településre román lakosság telepedett le Magyarbarodra és lakossága fokozatosan elrománosodott.
1475-ben Barodi Vajda Stefan birtoka, akinek Nagybáródon kívül  ekkor birtokában volt még Kisbáród, Cséklye, Szárazpatak, Hárombeznye és Kenechel is.
1499-ben is Barodi Vaida Stefan birtoka volt, kiről halála után Anastasiaé nevű őzvegyére maradt.
1500-ban Kabos Kristóf itteni birtokrészét  200 arany forintért zálogba adta.
1851-ben Fényes Elek leírásában hetivásárát is megemlítette.
1910-ben 3183 lakosából 477 magyar, 1286 szlovák, 1371 román volt. Ebből 1475 római katolikus, 1245 görögkatolikus, 239 izraelita volt.
A trianoni békeszerződés előtt Bihar vármegye Élesdi járásához tartozott.
Egykor ezüstbányái is voltak, később pedig kőszénbányája volt. Hegyeiben sok fehér kovakő és márvány van.
Ide tartoztak Sarán, Zboristya, Magarics, Pallady-erdő és Szállender-erdő puszták is.

## Nevezetességek
- Görögkatolikus temploma